# Torneo Copa Centenario de Guatemala 2005
El Torneo de Copa Centenario 2005 fue la tercera edición del certamen. Se inició el 9 de enero y terminó el 5 de junio de 2005. El campeón de esta edición fue el club Jalapa que venció en la final a doble partido al equipo de Xelajú MC por un marcador global de 3-2.

## Primera ronda
Eliminatoria disputada a doble partido. Los encuentros de ida se disputaron el 19 de enero y los de vuelta el 26 de enero.
| Equipo local ida    | Resultado  | Equipo visitante ida | Ida | Vuelta |
| ------------------- | ---------- | -------------------- | --- | ------ |
| Ayutla              | 5-2        | Coatepeque           | 4-0 | 1-2    |
| Champerico          | 1-6        | Juventud Retalteca   | 0-3 | 1-3    |
| Samayac             | 1-4        | Tiquisate            | 1-2 | 0-2    |
| La Democracia       | 2-3        | La Gomera            | 1-1 | 1-2    |
| La Máquina          | 1-4        | La Nueva Concepción  | 1-0 | 0-4    |
| Deportivo Mixco     | 1-5        | La Gomera            | 0-0 | 1-5    |
| Villa Canales       | 2-2        | Puerto San José      | 1-1 | 1-1    |
| Barillas            | 1-4        | Xinabajul            | 1-0 | 0-4    |
| Cuilquense          | 3-4        | Juventud Copalera    | 0-0 | 3-4    |
| Mixco               | 3-3 (g.v.) | Chimaltenango        | 2-2 | 1-1    |
| Chiantla            | 1-3        | Malacateco           | 1-0 | 0-3    |
| América Salcajá     | 3-2        | San Pedro            | 3-0 | 0-2    |
| Teculután           | o/w        | Universidad SC       |     |        |
| Sansare             | 1-3        | Petapa               | 1-1 | 0-2    |
| Poptún              | 2-3        | San Benito           | 1-0 | 1-3    |
| Atlas de Esquipulas | 2-4        | Zacapa               | 1-2 | 1-2    |
| Gualán              | 5-4        | Sacachispas          | 3-1 | 2-3    |
| Izabal              | 1-2        | San Benito           | 0-1 | 1-1    |
| Izabal              | 2-3        | Quiriguá             | 1-0 | 1-3    |
| Jutiapa             | 4-2        | Ipala                | 4-2 | 0-0    |
| Cabañas Río Hondo   | 1-9        | Sanarate             | 1-6 | 0-3    |
| Río Hato            | 3-3 (g.v.) | Amatitlán            | 1-1 | 2-2    |
| Chiquimulilla       | 3-8        | Deportivo Achuapa    | 2-3 | 1-5    |
| Jocotán             | 1-3        | Mictlán              | 1-0 | 0-3    |

## Segunda ronda
Eliminatoria disputada a doble partido. Los encuentros de ida se disputaron el 2 de febrero y los de vuelta el 9 de febrero.
| Equipo local ida   | Resultado      | Equipo visitante ida | Ida | Vuelta |
| ------------------ | -------------- | -------------------- | --- | ------ |
| Ayutla             | 3-5            | Juventud Retalteca   | 1-1 | 2-4    |
| Tiquisate          | 0-4            | Suchitepéquez        | 0-1 | 0-3    |
| La Gomera          | 6-6 (g.v.)     | Nueva Concepción     | 3-1 | 3-5    |
| Puerto de San José | 1-6            | Comunicaciones       | 1-1 | 0-5    |
| Juventud Copalera  | 2-4            | Xinabajul            | 1-2 | 1-3    |
| Chimaltenango      | 3-3 (g.v.)     | Antigua GFC          | 3-1 | 0-2    |
| Villa Canales      | 2-2            | Puerto San José      | 1-1 | 1-1    |
| Malacateco         | 2-4            | Xelajú MC            | 2-1 | 0-3    |
| San Pedro          | 4-4 (g.v.)     | Marquense            | 1-2 | 3-2    |
| Universidad SC     | 2-2 (g.v.)     | Petapa               | 1-2 | 1-0    |
| San Benito         | 2-3            | Heredia              | 1-2 | 1-1    |
| Gualán             | 1-5            | Zacapa               | 0-2 | 1-3    |
| Quiriguá           | 0-8            | Coban Imperial       | 0-0 | 0-8    |
| Sanarate           | 7-4            | Jutiapa              | 2-1 | 5-3    |
| Río Hato           | 0-13           | Municipal            | 0-5 | 0-8    |
| Deportivo Achuapa  | 3-7            | Aurora               | 1-4 | 2-3    |
| Mictlán            | 1-1 (4-5 Pen.) | Jalapa               | 0-1 | 1-0    |

## Fase final
|  | Octavos de final                    | Octavos de final                    | Octavos de final                    |                |   | Cuartos de final | Cuartos de final | Cuartos de final |  |  | Semifinales                                | Semifinales                                | Semifinales                                |  |  | Final          | Final          | Final          |
|  | 16 y 23 de febrero (²24 de febrero) | 16 y 23 de febrero (²24 de febrero) | 16 y 23 de febrero (²24 de febrero) |                |   | 2 y 29 de marzo  | 2 y 29 de marzo  | 2 y 29 de marzo  |  |  | 20 de abril y 18 de mayo / 11 y 18 de mayo | 20 de abril y 18 de mayo / 11 y 18 de mayo | 20 de abril y 18 de mayo / 11 y 18 de mayo |  |  | 1 y 5 de junio | 1 y 5 de junio | 1 y 5 de junio |
|  |                                     |                                     |                                     |                |   |                  |                  |                  |  |  |                                            |                                            |                                            |  |  |                |                |                |
|  |                                     |                                     |                                     |                |   |                  |                  |                  |  |  |                                            |                                            |                                            |  |  |                |                |                |
|  |                                     |                                     |                                     |                |   |                  |                  |                  |  |  |                                            |                                            |                                            |  |  |                |                |                |
|  | Juventud Retalteca                  | 1                                   | 0                                   |                |   |                  |                  |                  |  |  |                                            |                                            |                                            |  |  |                |                |                |
|  | Juventud Retalteca                  | 1                                   | 0                                   |                |   |                  |                  |                  |  |  |                                            |                                            |                                            |  |  |                |                |                |
|  | Suchitepéquez                       | 1                                   | 2                                   |                |   |                  |                  |                  |  |  |                                            |                                            |                                            |  |  |                |                |                |
|  | Suchitepéquez                       | 1                                   | 2                                   | Suchitepéquez  | 1 | 1                |                  |                  |  |  |                                            |                                            |                                            |  |  |                |                |                |
|  |                                     |                                     |                                     |                | 1 | 1                |                  |                  |  |  |                                            |                                            |                                            |  |  |                |                |                |
|  |                                     | Comunicaciones                      | 2                                   | 1              |   |                  |                  |                  |  |  |                                            |                                            |                                            |  |  |                |                |                |
|  | La Gomera                           | Comunicaciones                      | 2                                   | 1              | 0 | 0                |                  |                  |  |  |                                            |                                            |                                            |  |  |                |                |                |
|  | La Gomera                           |                                     |                                     |                | 0 | 0                |                  |                  |  |  |                                            |                                            |                                            |  |  |                |                |                |
|  | Comunicaciones                      | 2                                   | 4 ²                                 |                |   |                  |                  |                  |  |  |                                            |                                            |                                            |  |  |                |                |                |
|  | Comunicaciones                      | 2                                   | 4 ²                                 | Petapa         | 1 | 0                |                  |                  |  |  |                                            |                                            |                                            |  |  |                |                |                |
|  |                                     |                                     |                                     |                | 1 | 0                |                  |                  |  |  |                                            |                                            |                                            |  |  |                |                |                |
|  |                                     | Jalapa                              | 1                                   | 1              |   |                  |                  |                  |  |  |                                            |                                            |                                            |  |  |                |                |                |
|  | Xinabajul                           | Jalapa                              | 1                                   | 1              | 1 | 0                |                  |                  |  |  |                                            |                                            |                                            |  |  |                |                |                |
|  | Xinabajul                           |                                     |                                     |                | 1 | 0                |                  |                  |  |  |                                            |                                            |                                            |  |  |                |                |                |
|  | Antigua GFC                         | 0                                   | 3                                   |                |   |                  |                  |                  |  |  |                                            |                                            |                                            |  |  |                |                |                |
|  | Antigua GFC                         | 0                                   | 3                                   | Antigua GFC    | 0 | 3                |                  |                  |  |  |                                            |                                            |                                            |  |  |                |                |                |
|  |                                     |                                     |                                     |                | 0 | 3                |                  |                  |  |  |                                            |                                            |                                            |  |  |                |                |                |
|  |                                     | Xelajú MC                           | 3                                   | 5              |   |                  |                  |                  |  |  |                                            |                                            |                                            |  |  |                |                |                |
|  | San Pedro                           | Xelajú MC                           | 3                                   | 5              | 2 | o / w            |                  |                  |  |  |                                            |                                            |                                            |  |  |                |                |                |
|  | San Pedro                           |                                     |                                     |                | 2 | o / w            |                  |                  |  |  |                                            |                                            |                                            |  |  |                |                |                |
|  | Xelajú MC                           | 3                                   | o / w                               |                |   |                  |                  |                  |  |  |                                            |                                            |                                            |  |  |                |                |                |
|  | Xelajú MC                           | 3                                   | o / w                               | Jalapa         | 3 |                  |                  |                  |  |  |                                            |                                            |                                            |  |  |                |                |                |
|  |                                     |                                     |                                     |                | 3 |                  |                  |                  |  |  |                                            |                                            |                                            |  |  |                |                |                |
|  |                                     | Xelajú MC                           | 2                                   |                |   |                  |                  |                  |  |  |                                            |                                            |                                            |  |  |                |                |                |
|  | Petapa                              | Xelajú MC                           | 2                                   | 3              | 0 |                  |                  |                  |  |  |                                            |                                            |                                            |  |  |                |                |                |
|  | Petapa                              |                                     |                                     |                | 0 |                  |                  |                  |  |  |                                            |                                            |                                            |  |  |                |                |                |
|  | Heredia                             | 0                                   | 2                                   |                |   |                  |                  |                  |  |  |                                            |                                            |                                            |  |  |                |                |                |
|  | Heredia                             | 0                                   | 2                                   | Petapa         | 4 | 1                |                  |                  |  |  |                                            |                                            |                                            |  |  |                |                |                |
|  |                                     |                                     |                                     |                | 4 | 1                |                  |                  |  |  |                                            |                                            |                                            |  |  |                |                |                |
|  |                                     | Zacapa                              | 0                                   | 1              |   |                  |                  |                  |  |  |                                            |                                            |                                            |  |  |                |                |                |
|  | Zacapa (v)                          | Zacapa                              | 0                                   | 1              | 2 | 2                |                  |                  |  |  |                                            |                                            |                                            |  |  |                |                |                |
|  | Zacapa (v)                          |                                     |                                     |                | 2 | 2                |                  |                  |  |  |                                            |                                            |                                            |  |  |                |                |                |
|  | Coban Imperial                      | 1                                   | 3                                   |                |   |                  |                  |                  |  |  |                                            |                                            |                                            |  |  |                |                |                |
|  | Coban Imperial                      | 1                                   | 3                                   | Comunicaciones | 3 | 1                |                  |                  |  |  |                                            |                                            |                                            |  |  |                |                |                |
|  |                                     |                                     |                                     |                | 3 | 1                |                  |                  |  |  |                                            |                                            |                                            |  |  |                |                |                |
|  |                                     | Xelajú MC                           | 1                                   | 4              |   |                  |                  |                  |  |  |                                            |                                            |                                            |  |  |                |                |                |
|  | Sanarate                            | Xelajú MC                           | 1                                   | 4              | 0 | 0                |                  |                  |  |  |                                            |                                            |                                            |  |  |                |                |                |
|  | Sanarate                            |                                     |                                     |                | 0 | 0                |                  |                  |  |  |                                            |                                            |                                            |  |  |                |                |                |
|  | Municipal                           | 2                                   | 5                                   |                |   |                  |                  |                  |  |  |                                            |                                            |                                            |  |  |                |                |                |
|  | Municipal                           | 2                                   | 5                                   | Jalapa (v)     | 1 | 1                |                  |                  |  |  |                                            |                                            |                                            |  |  |                |                |                |
|  |                                     |                                     |                                     |                | 1 | 1                |                  |                  |  |  |                                            |                                            |                                            |  |  |                |                |                |
|  |                                     | Municipal                           | 0                                   | 2              |   |                  |                  |                  |  |  |                                            |                                            |                                            |  |  |                |                |                |
|  | Jalapa                              | Municipal                           | 0                                   | 2              | 4 | 1                |                  |                  |  |  |                                            |                                            |                                            |  |  |                |                |                |
|  | Jalapa                              |                                     |                                     |                | 4 | 1                |                  |                  |  |  |                                            |                                            |                                            |  |  |                |                |                |
|  | Aurora                              | 1                                   | 3                                   |                |   |                  |                  |                  |  |  |                                            |                                            |                                            |  |  |                |                |                |

### Jalapa - Petapa
| 20 de abril de 2005 | Petapa            | 1-1 | Jalapa         | Estadio Julio A. Cobar, Ciudad de Guatemala |  |
|                     | Julio Tatuaca 57' |     | Diego Rosa 75' |                                             |  |

| 18 de mayo de 2005 (20:00 ) | Jalapa               | 1-0 | Petapa | Estadio Las Flores, Jalapa |  |
|                             | Jorger Rodas (p) 10' |     |        |                            |  |

### Comunicaciones - Xelajú
| 11 de mayo de 2005 | Comunicaciones | 3-1 | Xelajú MC | La Pedrera, Ciudad de Guatemala |  |

| 18 de mayo de 2005 (20:00 ) | Xelajú MC                                                                         | 4-1 | Comunicaciones    | Estadio Mario Camposeco, Quetzaltenango |                           |
|                             | Alan Arana 20' · Fernando Patterson (p) · Prudencio Álvarez · Carlos Castillo 93' |     | Johnny Cubero 14' | Árbitro(s): Carlos Batres               | Árbitro(s): Carlos Batres |

## Final

### Partido de ida
| 1 de junio de 2005 | Deportivo Jalapa                       | 3-0 | Xelajú MC | Estadio Las Flores, Jalapa |  |
|                    | Diego Rosa 51' 85' · César Alegría 89' |     |           |                            |  |

### Partido de vuelta
| 5 de junio de 2005 | Xelajú MC                                     | 2-0 | Jalapa | Estadio Mario Camposeco, Quetzaltenango |  |
|                    | Prudencio Álvarez 13' · Jorge Sumich 26' (ag) |     |        |                                         |  |